# Rezovo
Rezovo je rijeka na samom jugu Bugarske i na sjeveru Turske. Najveći pritok Rezove je rijeka Velika.
Rijeka Rezovo je dugačka 112 km. Granica na ušću rijeke je bila tema manjeg graničnog spora između Turske i Bugarske, problem je riješen 1990-ih godina. Ishod spora je bio sljedeći: Bugarska je dobila mali dio kopna od nekoliko km2 u zaljevu Rezovo a zauzvrat je morala dati vodeni dio u epikontinentalnom pojasu.